# Domingo Chirveches
Domingo Chirveches (Castilla la Nueva, 1769 - La Paz, 1814) fue un capitán español que luchó contra los movimientos de independencia en el Alto Perú a principios del siglo XIX.

## Biografía
Domingo Chirveches Martínez nació en la región de Castilla la Nueva en 1769, era hijo de Simón Chirveches y Francisca Martínez. Llegó a América como comerciante y se estableció en La Paz a principios de la década de 1790.
En 1794 figura como alcalde de la Santa Hermandad, el 27 de julio del mismo año se casó con la criolla María España Monrroy, hija del español Rafael Crisanto España y de Francisca Paula Monrroy. A lo largo del matrimonio llegaron a tener 11 hijos.
Para 1796 Chirveches poseía uno de los almacenes de abarrotes más grandes de la ciudad de La Paz, también era prestamista e incluso contrató a un Amanuense limeño de nombre Tomás Cotera. Se conoce que Chirveches tenía una suma de 26000 pesos invertidos en sus negocios. En 1807 fue nombrado capitán de armas del batallón de milicias, una de sus principales tareas era custodiar las armas del batallón pero era el teniente coronel Pedro Indaburu quien guardaba el armamento en su casa. Esto generó un reclamo por parte de Chirveches hacia el gobernador Tadeo Dávila quien instruyó que el armamento debía ser guardado en el cuartel y usado en días específicos, Indaburo dejó las armas en el cuartel pero las solicitaba casi todos los días para hacer prácticas junto al regimiento, esto provocaba que Chirveches desatendiera sus negocios por lo que delegó esta tarea al sargento Bautista.

## Revolución de La Paz
En 1809 Chirveches figuraba como alcalde de la Santa Hermandad, el 16 de julio se produce un levantamiento popular en contra de las autoridades establecidas, aquella noche se celebra un cabildo en el cual Chirveches pierde su puesto en el batallón de milicias pero decide permanecer en la ciudad dedicándose a atender su negocio.
El 8 de septiembre, la Junta Tuitiva ofreció a Chirveches el puesto de vocal, este ofrecimiento tenía la intención de incluir a más españoles al movimiento revolucionario, pero Chirveches declinó la oferta. Días más tarde el cabildo de La Paz decide declarar la guerra a la Intendencia de Puno, muchos revolucionarios salen de la ciudad para apoyar en la campaña. El 6 de octubre llega a La Paz un mensaje de José Manuel de Goyeneche, comandante del ejército español, que ofrecía indulto a todos aquellos que acepten nuevamente el mandato realista. El español Francisco Yanguas preparó un grupo que pretende derrotar a la revolución aprovechando que la mayoría del ejército se encuentra fuera de la ciudad, organizó cerca de 200 hombres que debían actuar el 12 de octubre, unos 30 hombres estaban ocultos en la casa de Chirveches esperando la hora señalada.
El 12 de octubre los contra revolucionarios logran controlar la ciudad, pero pronto se supo que parte del ejército revolucionario se dirigía a retomar el control al mando de José Gabriel Castro quien llegó el 19 de octubre. Chirveches fue designado para detener el avance revolucionario en el barrio de San Sebastián, pero fue rápidamente derrotado al contar con pocos hombres.
Chirveches logró huir de la ciudad pero sus almacenes y su casa fueron saqueados e incendiados por los revolucionarios, logró regresar cuando José Manuel de Goyeneche retomó la ciudad y acabó con la revolución. En la declaración que dio sobre los acontecimientos, Chirveches aseguró que dentro de su casa guardaba la fuerte cantidad de 130.000 pesos y que éstos fueron robados durante el saqueo de sus propiedades. Al año siguiente, Chirveches logró reactivar su negocio cobrando una deuda de 1536 pesos a José Rincón.
En febrero de 1810 Chirveches logra el apoyo del virrey Baltasar Hidalgo de Cisneros para obtener el cargo de subdelegado de Larecaja y para sus dos hijos mayores los rangos de subtenientes. No logró asumir el cargo ya que el virrey fue depuesto por la Revolución de Mayo y no alcanzó a confirmar su decisión.

## Muerte
En 1811 Chirveches huyó hacia Arequipa ante la llegada del ejército argentino de Juan José Castelli, regresó cuando Goyeneche volvió a controlar la situación, en 1814 estaba como capitán del regimiento de Desaguadero bajo el mando del coronel español Joaquín Revuelta.
En septiembre de 1814 la Rebelión del Cuzco llegó a Desaguadero y Chirveches huyó hacia La Paz junto al coronel Revuelta y otros 13 soldados. El 24 de septiembre los rebeldes atacaron la ciudad de La Paz, Chirveches combatió contra ellos desesperadamente, más aún teniendo a su esposa embarazada. La ciudad cayó ante los cuzqueños aquella tarde y apresaron a todos los españoles. El día 28 la pólvora que se guardaba en el cuartel se incendió y el edificio estalló, los rebeldes acusaron de este hecho a los realistas y atacaron la prisión acuchillando a todos los presos. Domingo Chirveches murió asesinado por esta multitud.

## Descendencia
Junto a su esposa María España, Domingo Chirveches tuvo la siguiente descendencia:
- Pedro Domingo, nacido el 4 de agosto de 1797. Luchó junto a su padre en la defensa de la ciudad de La Paz contra los rebeldes cuzqueños en septiembre de 1814, fue arrestado y asesinado en la masacre del 28 de septiembre.
- Juana, nacida el 26 de octubre de 1798.
- Antonia, nacida el 13 de junio de 1801.
- Pedro José Juan, nacido el 2 de mayo de 1802. Aunque su padre luchó en el bando realista, Pedro terminó apoyando la independencia y fue uno de que recibió a Antonio José de Sucre cuando llegó a La Paz el 7 de febrero de 1825.
- María Juana Estefanía, nacida el 23 de diciembre de 1803.
- Juan José Emiliano, nacido el 8 de febrero de 1805.
- Juan de Dios, nacido el 8 de marzo de 1806.
- María Antonia, nacida el 10 de mayo de 1807. Se unió a su hermano Pedro José y apoyó la independencia del Alto Perú.
- José Emiliano, nacido el 25 de marzo de 1808.
- Pedro, nacido el año de 1810.
- Francisco, nacido en 1815.

Sus descendientes más sobresalientes fueron el político Gregorio Chirveches, prefecto del Departamento de La Paz entre 1880 y 1884, y el abogado, escritor y poeta Armando Chirveches. 